# Bukama
Bukama è un centro abitato della Repubblica Democratica del Congo, situato nella Provincia dell'Alto Lomami.